# Pál Bakó
Pál Bakó (n. 8 iunie 1946, Budapesta, Republica Ungară⁠(d)) este un sportiv ce a reprezentat Ungaria, medaliat olimpic. A participat la o ediție a Jocurilor Olimpice (1972) în care a câștigat o medalie de argint.

## Participări
Lista de mai jos prezintă principalele competiții la care a participat Pál Bakó de-a lungul carierei.
- Olympische Sommerspiele 1972/Moderner Fünfkampf[*]